# Provincia di Bursa
La provincia di Bursa (in turco Bursa ili) è una provincia della Turchia.

## Storia
Dal 2012 il suo territorio coincide con quello del comune metropolitano di Bursa (Bursa Büyükşehir Belediyesi).

## Geografia fisica
La provincia di Bursa si trova sulla sponda meridionale dei mar di Marmara. Confina a nord con le province di Yalova, Kocaeli e Sakarya, a est con la provincia di Bilecik, a sud con la provincia di Kütahya, a ovest con la provincia di Balıkesir.
Nel territorio provinciale si eleva la vetta dell'Olimpo della Misia e si trovano i laghi di Uluabat e İznik.

## Geografia antropica

### Suddivisioni amministrative

Distretti della provincia di Bursa

La provincia è divisa in 17 distretti:
- Büyükorhan
- Gemlik
- Gürsu
- Harmancık
- İnegöl
- İznik
- Karacabey
- Keles
- Kestel
- Mudanya
- Mustafakemalpaşa
- Nilüfer
- Orhaneli
- Orhangazi
- Osmangazi
- Yenişehir
- Yıldırım

Fanno parte della provincia 55 comuni e 676 villaggi.
Fino al 2012 il comune metropolitano di Bursa, capoluogo della provincia, era costituito dalle aree urbane dei distretti di Gemlik, Gürsu, Kestel, Mudanya, Nilüfer, Osmangazi e Yıldırım.